# 拉古·库马尔

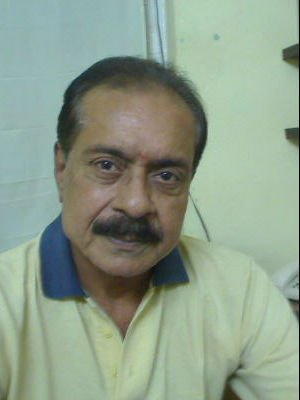
2011年11月的库马尔

拉古·库马尔（Reghu Kumar, Raghu Kumar，1953年6月13日—2014年2月20日），是一名印度音乐作曲家。他的作品在1980年代的印度非常著名。
2014年2月20日，他因肾衰竭去世，享年60岁。